# Castranova (gmina)
Castranova – gmina w Rumunii, w okręgu Dolj. Obejmuje miejscowości Castranova i Puțuri. W 2011 roku liczyła 3394 mieszkańców.